# Vindens passagerer
Vindens passagerer (fransk Les passagers du vent) er en tegneserie af François Bourgeon. Bind 1-5 blev oprindelig udgivet fra 1979 til 1984 og er senere udgivet i samleudgave. For nogle år siden blev serien genoptaget, og bind 6-9 udkom 2009-2022.
Historien om Isa, Hoël og Mary begynder i 1780 om bord på en armeret fransk fregat, slaveskibet »Marie-Caroline«, hvor Isa redder den unge sømand Hoëls liv. De første fem bind følger trekanthandlens rute fra England til Afrika og videre til de Caribiske øer, og et af seriens gennemgående temaer er datidens syn på slavehandlen og slavernes status.
Bind 6-7 foregår i 1863 med Isas oldebarn Zabo som hovedperson. Bind 8-9 begynder i 1885, hvor Zabo ser en ung pige blive mishandlet.
I Danmark blev bind 1-5 udgivet af Carlsen 1981-1984. Forlaget Cobolt har udgivet bind 6-9. Desuden har de udgivet samleudgaver af bind 1-5 og 6-7.

## Oversigt
| Vindens passagerer – oversigt |                              |                              |                                       |             |                                 |                                                                                               |                |
| Nr.                           | Fransksproget originaludgave | Fransksproget originaludgave | Fransksproget originaludgave          | Antal sider | Danske udgaver                  | Danske udgaver                                                                                | Danske udgaver |
| Nr.                           | Serieblad                    | Album                        | Titel                                 | Antal sider | Album                           | Den samlede udgave                                                                            |                |
| 1                             | 1979-07-01 – 1980-01-01      | 1980                         | La fille sous la dunette              | 46          | Pigen i agterkahytten           | Vindens passagerer – den samlede udgave 978-87-7085-444-3 978-87-7085-853-3 978-87-7588-107-9 |                |
| 2                             | 1980-02-01 – 1980-07-01      | 1980                         | Le ponton                             | 46          | Fangeskibet                     | Vindens passagerer – den samlede udgave 978-87-7085-444-3 978-87-7085-853-3 978-87-7588-107-9 |                |
| 3                             | 1980-11-01 – 1981-05-01      | 1981                         | Le comptoir de Juda                   | 46          | Handelsstationen i Juda         | Vindens passagerer – den samlede udgave 978-87-7085-444-3 978-87-7085-853-3 978-87-7588-107-9 |                |
| 4                             | 1981-11-01 – 1982-06-01      | 1982                         | L'heure du serpent                    | 46          | Slangetimen                     | Vindens passagerer – den samlede udgave 978-87-7085-444-3 978-87-7085-853-3 978-87-7588-107-9 |                |
| 5                             | 1983-10-01 – 1984-06-01      | 1984                         | Le bois d'ébène                       | 46          | Sort som ibenholt               | Vindens passagerer – den samlede udgave 978-87-7085-444-3 978-87-7085-853-3 978-87-7588-107-9 |                |
| 6                             |                              | 2009                         | La Petite Fille Bois-Caïman – Livre 1 | 78          | Barn af Kaimantræet, første del | Barn af Kaimantræet – den samlede udgave 978-87-7085-752-9                                    |                |
| 7                             |                              | 2010                         | La Petite Fille Bois-Caïman – Livre 2 | 64          | Barn af Kaimantræet, anden del  | Barn af Kaimantræet – den samlede udgave 978-87-7085-752-9                                    |                |
| 8                             |                              | 2018                         | Le Sang des cerises – Livre 1         | 80          | Kirsebærrenes blod, første del  |                                                                                               |                |
| 9                             |                              | 2022                         | Le Sang des cerises – Livre 2         | 125         | Kirsebærrenes blod, anden del   |                                                                                               |                |